# Deborah Abiodun
Deborah Ajibola Abiodun (* 2. November 2003 in Ibadan) ist eine nigerianische Fußballspielerin.

## Karriere

### Klub
Bis Sommer 2023 spielte sie in ihrer Heimat für die Rivers Angels. Seitdem ist sie in den USA Teil der College-Mannschaft der Pittsburgh Panthers.

### Nationalmannschaft
Mit der nigerianischen U20 nahm sie an der Weltmeisterschaft 2022 teil und kam hier in drei der Partien zum Einsatz.
Ihr erstes bekanntes Spiel für die nigerianische A-Nationalmannschaft hatte sie am 3. September 2022 bei einer 0:4-Freundschaftsspielniederlage gegen die USA, wo sie in der Startelf stand und zur zweiten Halbzeit für Nicole Payne ausgewechselt wurde.
Am 16. Juni 2023 wurde sie für den nigerianischen Kader bei der Weltmeisterschaft 2023 nominiert, kam im ersten der vier Spiele ihres Teams zum Einsatz und schied mit der Mannschaft im Achtelfinale gegen die Engländerinnen aus.